# Antocha (Antocha) scutifera
Antocha (Antocha) scutifera is een tweevleugelige uit de familie steltmuggen (Limoniidae). De soort komt voor in het Oriëntaals gebied.